# Pic a Tenerife
Pic a Tenerife (/tɛnəˈriːf/) es una montaña situada en el oeste de la isla de Terranova (Canadá), cerca de la comunidad costera de Glenburnie en el Parque nacional Gros Morne. Tiene 545 metros (1.788 pies) de altura y su nombre fue dado por el Capitán James Cook en 1767. Toma su nombre de la isla de Tenerife en las Islas Canarias de España.